# 豪華一代娘
『豪華一代娘』（ごうかいちだいむすめ、原題：英語: The Gorgeous Hussy）は、1936年に製作かつ公開されたアメリカ合衆国の映画である。この映画はアメリカ合衆国大統領アンドリュー・ジャクソンとペギー・オニールという実在の女性に関する歴史的事実に立脚した架空の物語で構成されている。現実のペギー・オニールは最終的にジャクソン政権の全閣僚を辞任に追い込むことになるペティコート事件で中心的な役割を果たした。
サミュエル・ホプキンス・アダムズの小説を原作として製作された。監督はクラレンス・ブラウン、主演はジョーン・クロフォードとロバート・テイラー。前年にクロフォードと結婚したフランチョット・トーンも出演した。
ジョーン・クロフォードが演じるペギー・オニールと彼女に恋する4人の男性（両思いのジョン・ランドルフ、最初の夫のボウ・ティンバーレイク、二人目の夫のジョン・イートン、求婚者のロウディ・ダウ）の関係を中心に物語は展開する。

## ストーリー
舞台は1823年のアメリカ合衆国の首都、ワシントンD.C.。メジャー・オニールとその娘のペギー・オニールは数多くの政治家が頻繁に行き交う宿屋を切り盛りしていた。機転の利くお転婆娘のペギーはテネシー州選出の上院議員、アンドリュー・ジャクソンを愛着を込めて「アンディおじさん」と呼んでいる。
ペギーは著名なバージニア州選出の上院議員、ジョン・ランドルフに密かに恋しているが、一見したところ彼女の片思いのようだった。新たに宿に常住するようになったボウ・ティンバーレイクはペギーを「居酒屋の女の子」と罵り、ランドルフはペギーの弁護のためにボウを平手打ちをする。しかし、ボウは直ぐにペギーに夢中になり、彼女にプロポーズする。ペギーはこのプロポーズを断り、ランドルフを愛する気持ちを示すために彼の部屋に避難するが、若過ぎて不釣合いだという理由で拒絶される。ランドルフはその後に自分が本当はペギーを愛していることに気付くが、既に遅かった。ペギーはボウのプロポーズを受け入れた。この後にペギーはランドルフに将来についての話を持ち出すが、ランドルフは若いボウの方が彼女にふさわしいだろうと考えて再び拒絶する。
結婚式翌日にはボウはペギーを残して「コンスティチューション」号の3ヶ月間の海上任務に向かってしまう。「コンスティチューション」が戻り、ペギーはボウが任務中に死亡したことを知る。
アンドリュー・ジャクソンはレイチェル夫人を激しく中傷する相手側のキャンペーンに直面しながらも1828年の合衆国大統領選挙に勝利する。それからまもなくして、彼の最愛の夫人はジャクソンを支えてあげてほしいという臨終の願いをペギーに伝えた後に死亡する。ペギーはジャクソンを鼓舞し、主にワシントンの夫人達から発せられる中傷に対しても敢然と立ち向かう。
開催された舞踏会では在ロシア特命全権公使を退任して5年ぶりに帰国したランドルフの姿を見ることが出来てペギーは大満足する。ペギーの幼馴染みのロウディ・ダウは彼女に対して侮辱的な発言を行ったとして南部選出の上院議員、ジョン・カルフーンとの戦いを望むが、ペギーはこれを遮って彼にダンスを申し込む。ペギーとロウディのダンスを見たランドルフは自宅に戻るが、ペギーは彼に付き従い、彼を愛する気持ちを改めてはっきりと伝える。今回はランドルフの方もペギーを愛する自分の気持ちを素直に認め、二人は結婚の約束をする。しかし、ジャクソンは南部派で彼の政敵であるランドルフがペギーと結婚することを快く思わない。ペギーは異なる政治的見解を持つ物同士が一緒になっても幸せになるのは無理だと悟り、二人は結局別れることになった。
それからしばらくして、ペギーは何年も前から彼女を愛し、ジャクソン政権下で陸軍長官を務めるジョン・イートンからのプロポーズを受け入れて結婚する。その1年後にロウディはペギーを訪ね、ランドルフが撃たれて瀕死の状態であることを彼女に伝える。ランドルフは南部で反乱を起こそうとするサンダーランドの陰謀を阻止しようとして撃たれてしまったのだった。ランドルフは最期にペギーに会えた上に愛の告白を伝えることが出来て満足して亡くなる。ワシントンまでの帰途、ペギーとロウディが乗る馬車にサンダーランドが強引に乗り込み、二人が一緒にいるのを見なかったことにする見返りとして、ワシントンまで安全に通行出来るように手配するよう脅迫してくる。ロウディはそんな彼を馬車の外へ突き飛ばす。それからまもなくして、キャビネットの閣僚とその夫人連中はペギーをワシントンから追放するようジャクソンに迫る。ペギーが会議に到着すると、ジャクソンはペギーを会わせに行かせたのは彼で、ペギーに同行するように頼んだのはジョン・イートンだと釈明していた。ジャクソンはこの後にイートンを除く全閣僚に辞任するように要求する。
ペギーはジャクソンが嘘をついてまで弁護してくれても、自分がワシントン社会に受け入れてもらえない現状は変えられないと自覚している。夫のジョン・イートンは在スペイン特命全権公使に任命され、ワシントンを一刻も早く離れたい彼女もスペインに同行することになった。

## キャスト

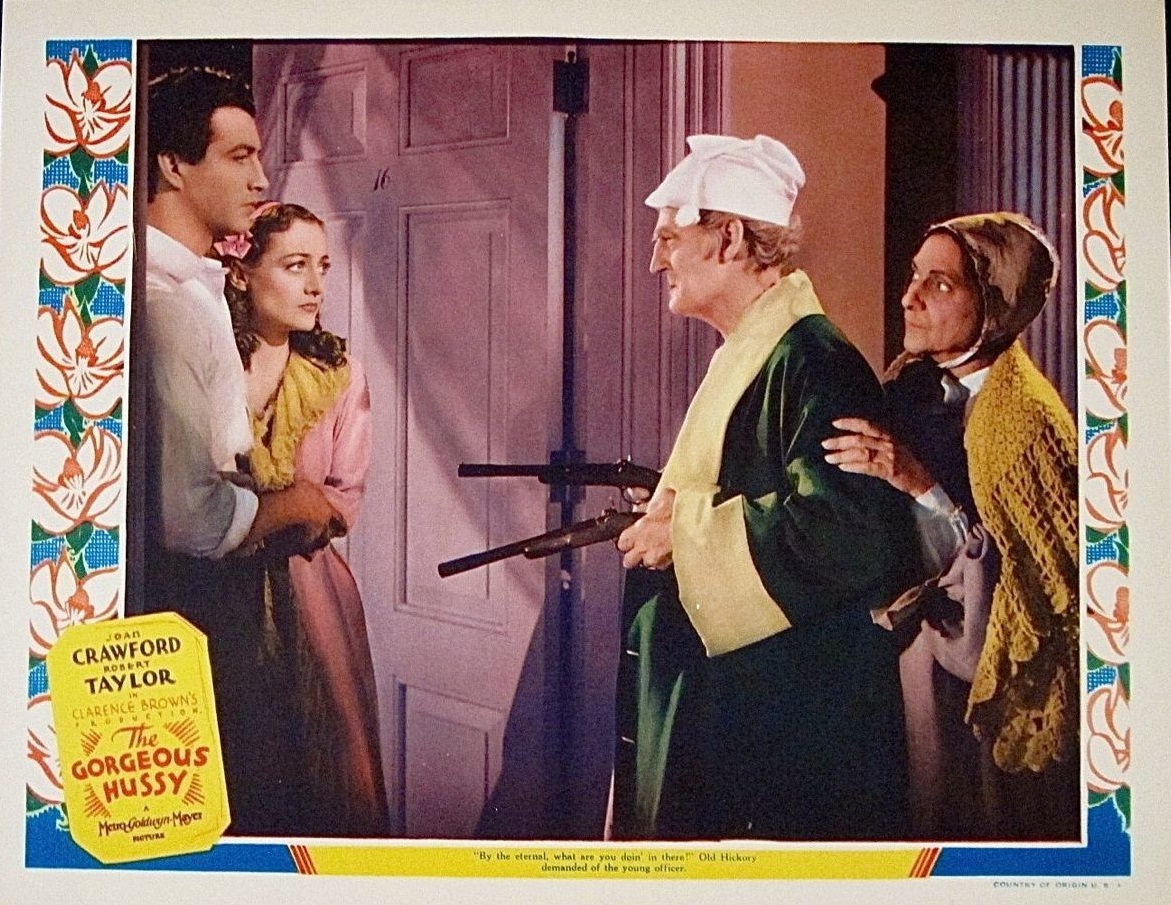
左から右にかけてロバート・テイラー（ボウ・ティンバーレイク役）、ジョーン・クロフォード（ペギー・オニール役）、ライオネル・バリモア（アンドリュー・ジャクソン役）、ビューラ・ボンディ（レイチェル・ジャクソン役）。ロビーカードより

クレジットに記載されたキャストと、その役を演じた俳優は以下の通り。
- ペギー・イートン - ジョーン・クロフォード
- ボウ・ティンバーレイク（英語版） - ロバート・テイラー
- アンドリュー・ジャクソン - ライオネル・バリモア
- ジョン・イートン - フランチョット・トーン
- ジョン・ランドルフ - メルヴィン・ダグラス
- ロウディ・ダウ - ジェームズ・スチュワート
- ビール夫人 - アリソン・スキップワース（英語版）
- レイチェル・ジャクソン - ビューラ・ボンディ
- サンダーランド - ルイス・カルハーン
- カスバート - メルヴィル・クーパー（英語版）
- ダニエル・ウェブスター - シドニー・トーラー（英語版）
- ウィリアム・オニール少佐 - ジーン・ロックハート
- ルイーザ・アボット - クララ・ブランディック（英語版）
- ジョン・C・カルフーン - フランク・コンロイ（英語版）
- メイベル - ニディア・ウェストマン（英語版）
- 秘書インガム - ウィラード・ロハートソン（英語版）
- マーティン・ヴァン・ビューレン - チャールズ・トロウブリッジ（英語版）
- ベラミー夫人 - ルビー・デ・レマー（英語版）
- ウェインライト夫人 - ベティ・ブライス（英語版）
- ダニエル・ビール夫人 - ゼフィ・ティルベリー

## 評価

### 批評
- 『ニューヨーク・タイムズ』紙の映画評論家、フランク・ニュージェント（英語版）：微妙な出来だとして辛口な評価。「魅力的（Gorgeous）であるが、尻軽（Hussy）とはとても言えない」と述べた。また、「ミス・クロフォードのペギーは中傷された赤毛のアン、迫害されたポリアンナ、狼狽したドリー・ディンプルズ（英語版）である」と形容した[8]。
- 『ニューヨーク・ヘラルド・トリビューン（英語版）』紙のハワード・バーンズ：ジョーン・クロフォードの顕著な現代的個性が古い衣装には不釣合いだと指摘した[9]。

映画評論家の多くが陳腐で面白くないという評価を下した。クロフォード自身も後年に「私は完全にミスキャストでした」と振り返っている。

### 映画賞のノミネート
この映画は第9回アカデミー賞の2部門にノミネートされた。
| 選考年 | 映画賞            | 部門       | 候補者                  | 結果       |
| ------ | ----------------- | ---------- | ----------------------- | ---------- |
| 1937年 | 第9回アカデミー賞 | 助演女優賞 | ビューラ・ボンディ      | ノミネート |
| 1937年 | 第9回アカデミー賞 | 撮影賞     | ジョージ・J・フォルシー | ノミネート |